# 孙景华
孙景华（1929年10月—2022年7月23日），山东荣成人，中国人民解放军空军中将，曾任南京军区副司令员兼南京军区空军司令员、兰州军区副司令员兼兰州军区空军司令员。

## 生平
孙景华1945年入伍，1946年加入中国共产党。解放战争时期，参加了胶东高密、即墨等战役战斗。先后历任通讯员、排长、航空学校学员、中队长。1951年参加抗美援朝战争，任空3师7团2大队大队长、副团长，先后击落敌机4架、击伤1架，立一等功两次。后担任空军第二军司令部技术检查室主任、东北军区空军司令部飞行技术检查室副主任、副师长、师长、空军第二军副军长、军长、沈阳军区空军副司令员、兰州军区副司令员兼兰州军区空军司令员等职。
1988年，被授予空军中将军衔。他还是八届全国人民代表大会代表。
2022年7月23日，孙景华因病医治无效，于上海逝世，享年93岁。新华社于8月15日发布讣告，后刊登在8月18日的《解放军报》与8月21日的《人民日报》。

## 荣誉
- 三级解放勋章
- 中国人民解放军独立功勋荣誉章